# Negru lung
Negru lung este un vechi soi românesc de struguri.